# Sferen
Sferen est une société de groupe d’assurance mutuelle (SGAM) dont le siège social est à Paris. Elle réunit deux acteurs mutualistes majeurs de l’assurance en France, la MACIF et la MATMUT.
Après Covéa créée en 2003, c'est la deuxième SGAM créée en France depuis l'introduction en 2002 de ce type de structure juridique en droit français.

## Histoire
Sa création est annoncée en mars 2009. L'assemblée générale constitutive se tient le 8 décembre 2009. Le premier conseil d'administration de Sferen nomme Roger Belot — président directeur général de la MAIF — comme premier président pour une durée de deux ans.
Le 8 février 2010, un accord du Comité des entreprises d'assurances est signé. En juin 2010, l'accord définitif de l'autorité de la concurrence est donné.
Après avoir annoncé en avril son intention de quitter SFEREN, l'assemblée générale extraordinaire de la MAIF vote officiellement le 29 mai 2014 le processus de désengagement ; ce vote est soumis à l'aval de l'Autorité de contrôle prudentiel et de résolution qui dispose d'un délai de trois mois pour se prononcer.
En mai 2016, la Macif et la Matmut annoncent l'arrêt de leurs discussions pour former un groupe unique.

## Solidarité financière entre les membres
Les conventions d'affiliation approuvées par les mutuelles MACIF, MAIF et Matmut encadrent les liens de solidarité financière entre les entreprises affiliées.
Un mécanisme d'intervention à deux niveaux a été conçu :
- le premier niveau, « automatique », permettrait au membre en difficulté d'obtenir un soutien rapide de ses deux partenaires en cas de dégradation de sa solvabilité ou de difficultés de trésorerie,
- le second niveau, plus important sur le plan financier, serait déclenché à la discrétion des partenaires et en fonction du plan de rétablissement présenté par le demandeur.

## Directions

### Présidents
- Roger Belot : 2009 à 2011
- Daniel Havis

### Direction générale
- Jean-Marc Raby